# Omega Strikers
Omega Strikers è un videogioco free-to-play del 2023 sviluppato ed auto pubblicato da Odyssey Interactive, studio canadese formato da alcuni ex membri di Riot Games, il quale prevede partite multiplayer in cui i giocatori devono segnare più goal delle squadra avversaria per ottenere la vittoria.

## Modalità di gioco
Le partite in Omega Strikers consistono in due squadre di tre giocatori, che combattono per segnare mandando il Core, un grande disco da hockey, nella porta dell'avversario. Il gioco è presentato da una prospettiva dall'alto verso il basso, con l'intero campo di gioco visibile contemporaneamente.
I giocatori possono scegliere da un cast di personaggi, noti come Strikers. Ogni Striker ha un set unico di abilità che possono essere utilizzate per attaccare i giocatori nemici, spostare il Core, potenziare gli alleati, depotenziare i nemici e altro ancora. Quando un personaggio subisce danni, la sua barra di Stordimento diminuisce e una volta raggiunta lo 0 diventa più facile per i suoi avversari respingerlo addirittura fuori dal campo per un breve periodo. Attraverso interazioni come segnare gol, eliminare i nemici, effettuare parate, ecc., i giocatori ottengono punti esperienza che aumentano il livello del personaggio, aumentando la potenza gli attaccanti durante il gioco. Ci sono anche vari potenziamenti chiamati "Risvegli" che servono come modificatori permanenti delle abilità durante il gioco.
Sono presenti 3 modalità di gioco principali: 
- Partita rapida: vince la prima squadra che arriva a 5 goal. Si parte con 3 Risvegli, scelti casualmente tra tutti quelli disponibili, uguali per tutti gli Striker.
- Partita normale: vince la prima squadra che conquista 3 set da 3 goal. Si parte con 2 risvegli, scelti casualmente tra tutti quelli disponibili, da cui selezionarne 1. Tra un set e l'altro si sceglie 1 risveglio tra 8 casuali, dando ordine di precedenza ai giocatori con più esperienza accumulata durante il set.
- Partita competitiva: come la partita normale, ma con l'aggiunta della scelta di ban per 1 Striker a squadra, e la partecipazione alla classifica stagionale.

## Personaggi e interpreti
Gli Striker presenti nel gioco sono 21, di cui 15 di essi presenti già al lancio, ognuno doppiato in inglese e giapponese, e facente parte di una squadra della Pro League nella storia del gioco.
Team Frostfire:
- Juliette, doppiata in inglese da Erica Mendez, in giapponese da Asami Seto.
- Estelle, doppiata in inglese da Laura Post, in giapponese da Yōko Hikasa.
- Dubu, doppiato in inglese e in giapponese da Casey Mongillo.

Team Ember Monarchs:
- X, doppiato in inglese da Arin Hanson, in giapponese da Tetsu Inada.
- Kai, doppiato in inglese da Robbie Daymond, in giapponese da Tomoaki Maeno.
- Era, doppiata in inglese da Rachelle Heger, in giapponese da Yui Ishikawa.

Team Maelstrom:
- Atlas, doppiato in inglese da Gabe Kunda, in giapponese da Isamu Yusen.
- Drek'ar, doppiato in inglese da Neil Kaplan, in giapponese da Taichi Takeda.
- Rune, doppiato in inglese da Xander Mobus, in giapponese da Shinichiro Kamio.

Team SSR:
- Juno, doppiata in inglese da LilyPichu, in giapponese da Aya Endō.
- Luna, doppiata in inglese da Erica Luttrell, in giapponese da Rie Hikisaka.
- Asher, doppiata in inglese da Allegra Clark, in giapponese da Yū Kobayashi.

Team Byte Breakers:
- Ai.Mi, doppiata in inglese da Cassandra Lee Morris, in giapponese da Rie Kugimiya.
- Zentaro, doppiato in inglese da Beau Bridgland, in giapponese da Natsuki Hanae.
- Finii (aggiunta il 6 luglio), doppiata in inglese da Jenny Yokobori, in giapponese da Miki Horiba.

Team Clarion Corp:
- Rasmus, doppiato in inglese da Connor Colquhoun, in giapponese da Fumitake Ishiguro.
- Kazan (aggiunto il 24 agosto), doppiato in inglese da Patrick Pedraza.
- Nao (aggiunta il 19 ottobre), doppiata in inglese da Suzie Yeung, in giapponese da Shoko Yuzuki.

Team Demon Drive:
- Vyce (aggiunta il 16 maggio), doppiata in inglese da Erica Lindbeck, in giapponese da Fairouz Ai.
- Octavia (aggiunta il 16 maggio), doppiata in inglese da Cristina Valenzuela, in giapponese da Suzuko Mimori.
- Mako (aggiunta il 30 novembre), doppiata in inglese da Anne Yatco.

## Sviluppo
Il gioco è entrato in beta sulla piattaforma Steam il 16 settembre 2022 e dal 13 dicembre 2022 è iniziata anche su dispositivi mobile iOS e Android.
Il 27 aprile il gioco è stato ufficialmente lanciato su Windows, Nintendo Switch, iOS, Android, il 5 maggio su console Xbox One, Xbox Series X/S e il 19 maggio su console PlayStation 4 e 5.
Con l'uscita del gioco è stato rilasciato un video d'apertura animato dallo studio Trigger diretto da Yō Yoshinari, su storyboard di Hiroyuki Imaishi, contenente la canzone GO STRIKE! scritta da James Landino e Shihori, cantata da quest'ultima sia nella versione inglese che giapponese del video.
Il 3 novembre 2023, Odyssey Interactive ha annunciato che, a causa del basso numero di giocatori e guadagno generato per mantenere il gioco, gli aggiornamenti dei contenuti per Omega Strikers sarebbero stati interrotti entro la fine dell'anno, con l'attenzione allo sviluppo spostata su un nuovo gioco ambientato nello stesso universo.

## Riconoscimenti
- 2024 – D.I.C.E. Awards[7]
  - Candidatura nel miglior gioco online 'Online Game of the Year'